# بخش ایگل (شهرستان هنکوک، اوهایو)
بخش ایگل (به انگلیسی: Eagle Township) یک منطقهٔ مسکونی در ایالات متحده آمریکا است که در شهرستان هنکاک، اوهایو واقع شده‌است.
 بخش ایگل ۹۲٫۸ کیلومتر مربع مساحت و ۱٬۰۸۴ نفر جمعیت دارد و ۲۵۳ متر بالاتر از سطح دریا واقع شده‌است.